# Gueorgui Natanson
Pour les articles homonymes, voir Natanson.
Gueorgui Grigorievitch Natanson (en russe : Георгий Григорьевич Натансон ; né le 23 mai 1921 à Kazan et mort le 17 décembre 2017 à Moscou) est un metteur en scène, réalisateur, scénariste et dramaturge soviétique et russe. Artiste du peuple de la fédération de Russie en 1994, lauréat du prix d'État de l'URSS en 1977.

## Biographie
De 1941 à 1943, Gueorgui Natanson travaille comme assistant réalisateur du studio cinématographique d'Alma-Ata. En 1944, il sort diplômé du département de réalisation de VGIK où il étudiait sous la direction de Lev Koulechov et Alexandra Khokhlova, avec le film de fin d'études adapté de L'Orage d'O. Henry. Il commence sa carrière à Mosfilm.

## Filmographie
- 1959 : Annouchka (ru) (Аннушка)
- 1960 : Une mauvaise journée (Шумный день)
- 1963 : Tout reste aux hommes (Всё остаётся людям)
- 1964 : La Chambre (ru) (en russe : Палата)
- 1966 : La Grande Sœur (Старшая сестра)
- 1968 : Encore une fois sur l'amour (Ещё раз про любовь)
- 1969 : Ambassadeur de l'Union Soviétique (Посол Советского Союза)
- 1972 : Je suis responsable de tout (ru) (За всё в ответе)
- 1975 : Nouveau mariage (ru)
- 1985 : Valentin et Valentine (Валентин и Валентина)
- 1988 : Aelita, ne t'accroche pas aux hommes (Аэлита, не приставай к мужчинам)
- 2010 : Moscou, je t'aime (Москва, я люблю тебя!)